# Ilburnia pseudorubescens
Ilburnia pseudorubescens är en insektsart som först beskrevs av Frederick Arthur Godfrey Muir 1916.  Ilburnia pseudorubescens ingår i släktet Ilburnia och familjen sporrstritar. Inga underarter finns listade i Catalogue of Life.